# Hogeschool Halmstad

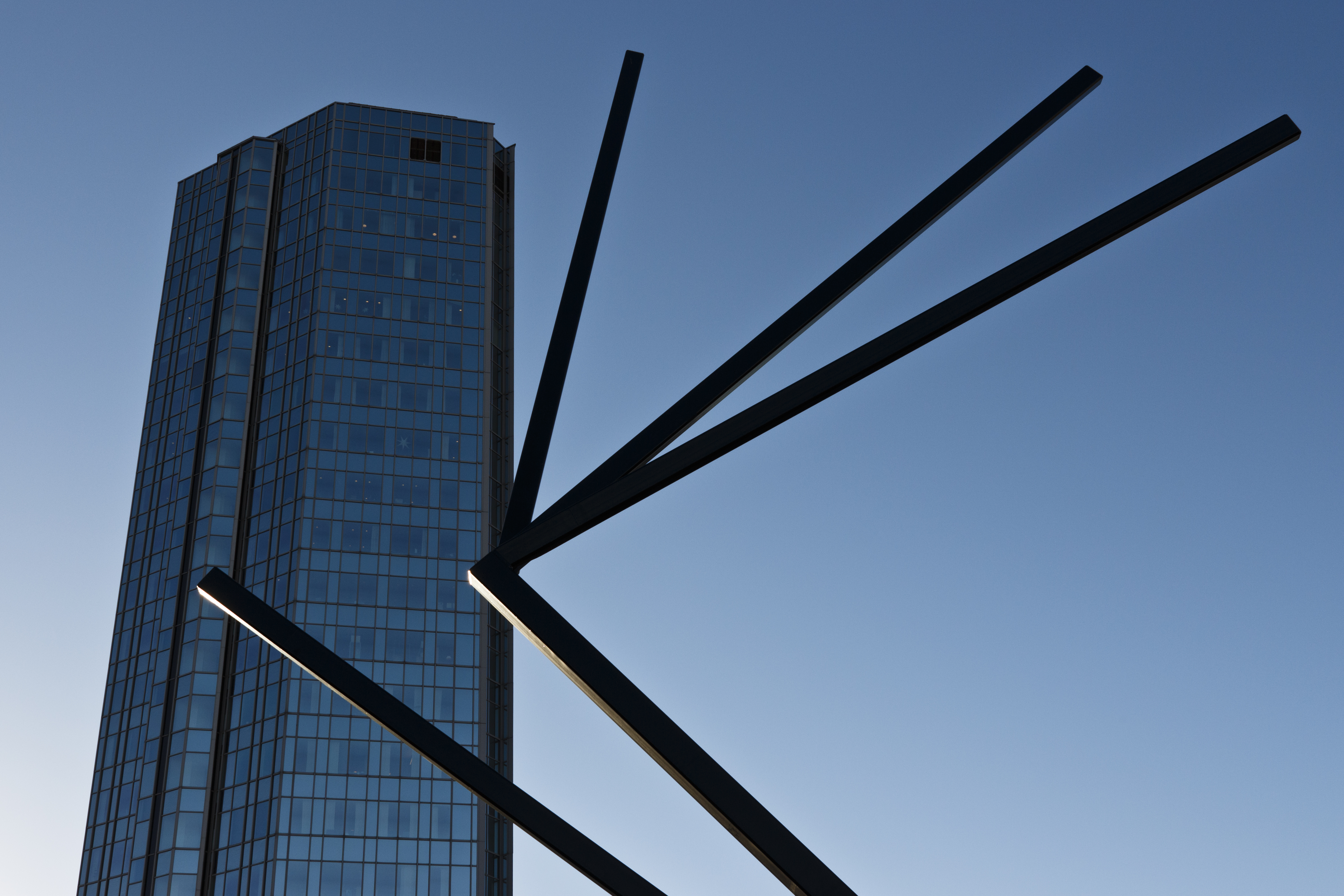
Universiteit Halmstad

De Universiteit Halmstad (Zweeds: Högskolan i Halmstad) is een hoger onderwijs en onderzoek instelling in de Zweedse stad Halmstad met 10 674 studenten en 616 medewerkers (2017).
De eerste hogeschoolopleidingen werden gegeven in 1977 en vanaf 1983 is het een volwaardige hogeschool met vier academies.
Professor Stephen Hwang is rector sinds 2017.